# Anyone Can Play Guitar
«Anyone Can Play Guitar» es un sencillo tomado del álbum Pablo Honey de la banda británica de rock alternativo Radiohead. Este sencillo fue lanzado antes del álbum. Esta canción es el segundo sencillo del álbum, y su primera canción para recibir una audiencia amplia («Creep» había sido publicado en cantidades limitadas meses anteriores y no fue bien planeado, pero pronto hizo un golpe que captó la atención de los admiradores y fue relanzado en última instancia más adelante en 1993). «Anyone Can Play Guitar» fue hecha con muy poca impresión, pero seguía siendo un ejemplo bueno en los conciertos de la banda a principios de los años 1990.

## Lista de canciones
- Reino Unido

1. «Anyone Can Play Guitar»
2. «Faithless The Wonder Boy»
3. «Coke Babies»

- Australia

1. «Anyone Can Play Guitar»
2. «Creep»
3. «Pop Is Dead»
4. «Thinking About You» (EP versión)
5. «Killer Cars» (Acústico)